# Вересовий мед
«Вересовий мед» — анімаційний фільм 1974 року Творчого об'єднання художньої мультиплікації студії Київнаукфільм, режисер — Ірина Гурвич. В основі сюжету — відома балада Роберта Луїса Стівенсона «Вересовий трунок».

## Над мультфільмом працювали
- Автор сценарію: Тадеуш Павленко
- Режисер: Ірина Гурвич
- Художник-постановник: Генріх Уманський
- Композитори: Антон Муха, Отторіно Респігі
- Оператор: Анатолій Гаврилов
- Художник-мультиплікатор: Адольф Педан
- Художник: А. Вадов
- Звукооператор: Ізраїль Мойжес
- Баладу читає А. Лаєвський
- Редактор: Володимир Гайдай
- Асистенти: О. Дьомкіна, О. Деряжна, Олександр Мухін
- Директор картини: Іван Мазепа